# NGC 1474
NGC 1474 је спирална галаксија у сазвежђу Бик која се налази на NGC листи објеката дубоког неба.
Деклинација објекта је + 10° 42' 25" а ректасцензија 3h 54m 30,3s. Привидна величина (магнитуда) објекта NGC 1474 износи 13,9 а фотографска магнитуда 14,8. NGC 1474 је још познат и под ознакама IC 2002, UGC 2898, MCG 2-10-3, CGCG 442-5, KARA 135, PGC 14080.